# Standmixer

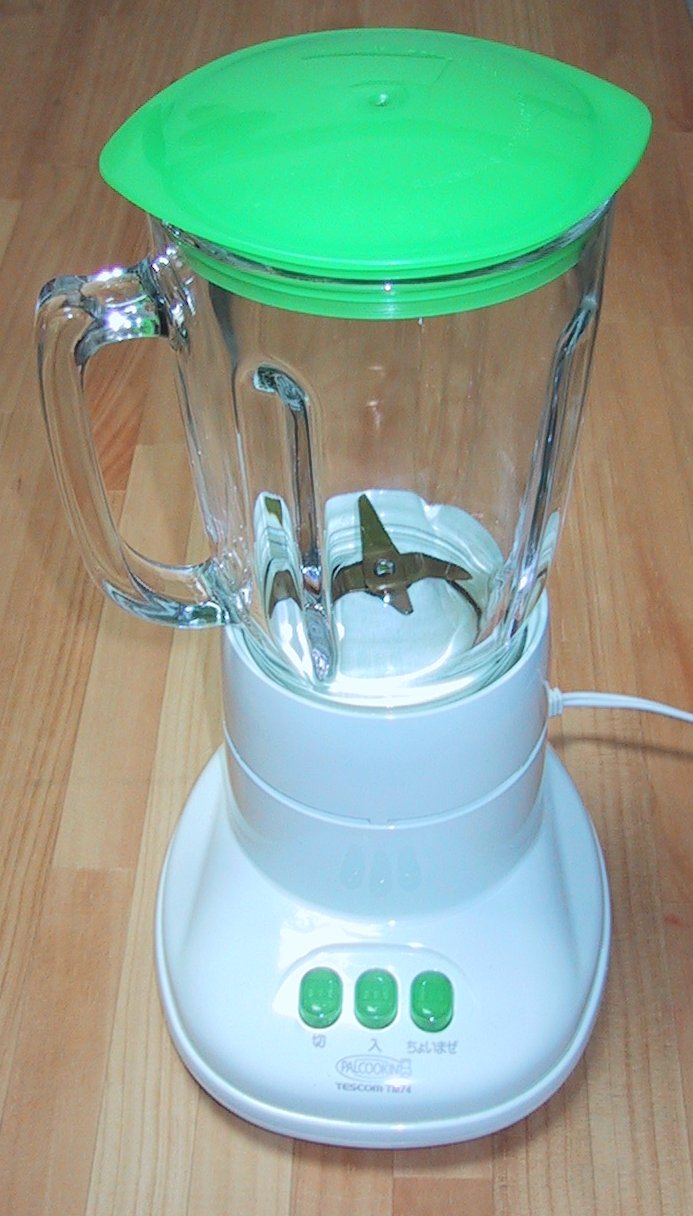
Elektrischer Standmixer

Ein Standmixer oder einfach Mixer ist ein elektrisch betriebenes Küchengerät zur Mischung flüssiger bzw. halbfester Zutaten oder zum Pürieren von Speisen. Im Gegensatz zu für vergleichbare Zwecke eingesetzten Pürierstäben handelt es sich um Standgeräte. Der amerikanische Begriff ist Blender, im Deutschen werden gastronomische Standmixer zum Mischen von Cocktails oder in Saftbars so bezeichnet.
Der Standmixer wurde 1922 von Stephen Poplawski entwickelt. Er benutzte das Gerät, um Sodamixgetränke herzustellen. Fred Osius verbesserte 1935 Poplawskis Erfindung, als er daraus den Waring Blendor entwickelte.

## Funktionsweise

### Aufbau
Ein Standmixer besteht aus zwei Hauptteilen. Der Standfuß enthält einen meist für mehrere Betriebsgeschwindigkeiten schaltbaren bzw. steuerbaren Elektromotor. Darauf sitzt ein abgeschlossener Behälter aus Edelstahl, Glas oder transparentem Kunststoff. Am Grund des Behälters befindet sich ein je nach Bauart zu Reinigungszwecken eventuell herausnehmbarer Messerstern, der mittels Kupplung durch den Elektromotor in schnelle Rotation versetzt wird, solcherart die Zutaten zerkleinernd und mischend, emulgierend oder suspendierend.

### Ablauf
Die rotierenden Messer schleudern das gemixte Gut an die Wand des Behälters, wobei ein ineffizienter Rotationstrichter entsteht. Ein annähernd dreieckiger Querschnitt des Behälters und/oder Rippen an der Wand helfen, den Rotationstrichter zu brechen und den Flüssigkeitsstrom wieder zurück zu den Messern ins Zentrum zu leiten. Manche Mixer benötigen einen Deckel, damit die Flüssigkeit nicht aus dem Behälter spritzt. Einige Modelle besitzen am Messerstern zusätzliche Schneiden auf der Hinterkante der Messer; durch eine Schaltstellung für die Eiszerkleinerung wird dann der Messerstern in entgegengesetzter Richtung gedreht, wodurch einer vorzeitigen Abnutzung der eigentlichen Messerschneiden entgegengewirkt wird.

## Einflussfaktoren
Die Rotationsgeschwindigkeit des Messersternes hat großen Einfluss auf die erzielbare Feinheit der Feststoffpartikel oder auf die Emulsionsstabilität. Eine höhere Geschwindigkeit (z. B. 37.000 Umdrehungen pro Minute in Gastronomie-Mixern gegenüber 12.000 Umdrehungen pro Minute in Haushalts-Mixern) bewirkt nicht nur ein schnelleres Erreichen des Mixergebnisses (Mischung, kleinere Partikelgröße sowie Aufschließen von Pflanzenfasern und -zellen). Mit einem kürzeren Mixvorgang verbunden ist auch eine geringere Motorerwärmung (Überhitzung kann zu vorzeitigem Verschleiß führen), was sich neben der stabileren Bauweise dieser Geräte günstig auf die Lebensdauer des Gerätes auswirkt. Die Lärmemissionen können allerdings bei höheren Geschwindigkeiten deutlich zunehmen.

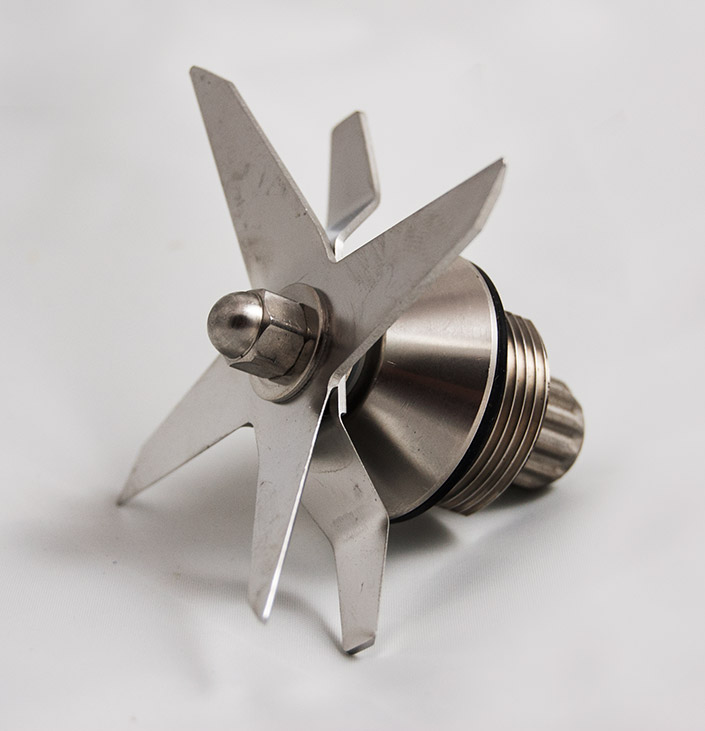
Messerstern eines Standmixers

Mixen längerer Dauer oder höherer Rotation kann durch Reibungseffekte oder Kavitation zur Erwärmung des Mixgutes und damit zu einer besseren Emulgierung durch Aufschmelzen enthaltener Fette oder zu besserer Lösung von Zucker führen. Demgegenüber können durch die Erwärmung aber auch unerwünschte Effekte auf nicht temperaturbeständige Vitamine und Mineralstoffe auftreten.
Leistungsfähigere Mixer können bei bereits mit Eis sowie harten Früchten oder Gemüse gefülltem Mixbehälter aus dem Stillstand starten, ansonsten dürfen größere Zutaten erst während des Betriebes zugesetzt werden. Dafür haben die Deckel vieler Mixbehälter eine zentrale Öffnung, da bei vollständig abgenommenem Deckel Flüssigkeit entlang der Gefäßwandung herausgeschleudert werden kann.
Bei den häufig verwendeten Mixbehältern aus Polycarbonat besteht die Gefahr, beim Zubereiten heißer pürierter Suppe oder bei der im Geschirrspüler langdauernden Reinigung mit Heißwasser wasserlösliche gesundheitsgefährdende Kunststoffbestandteile wie Bisphenol A freizusetzen. Die technische Dokumentation eines Standmixers zur Benutzung mit herkömmlichen Twist-Off-Einmachgläsern ist als Open-Source-Hardware verfügbar.
Feinere Emulsionen, Nanosuspensionen oder Extrakte lassen sich nur mit speziellen Homogenisatoren erreichen, etwa einem Dispergier-Rührstab (siehe dazu auch Dispergierung), bei dem effizientere Scherkräfte und Kavitationswirkungen in einem engen Spalt zwischen einem Rotor und einem Stator entstehen.

## Trivia
Für das Zerkleinern harter Gegenstände (Modellautos, Handys, Batterien usw.), gezeigt in durch virales Marketing berühmt gewordenen US-amerikanischen Werbespots (Will It Blend), wird ein extrarobustes Spezialgerät mit stärkerem Motor, stabilerer Kupplung und verschleißfesten Messern benötigt. Eine Nachahmung im Standmixer zuhause würde das Haushaltsgerät dauerhaft beschädigen und könnte dem Benutzer gefährlich werden.